# Hurrikan Gustav (2008)
Hurrikan Gustav war ein Hurrikan der atlantischen Hurrikansaison 2008, der Auswirkungen auf die Dominikanische Republik, Haiti, Jamaika, Kuba und die US-amerikanischen Bundesstaaten Florida, Alabama, Mississippi, Louisiana und Texas hatte. Der Sturm erreichte seine größte Intensität mit Windgeschwindigkeiten von 240 km/h und einem zentralen Luftdruck von 941 hPa im westlichen karibischen Meer, bevor er über den Westen Kubas hinwegzog. 
Durch die Auswirkungen des Sturmes kamen in der Dominikanischen Republik, in Haiti und in Kuba insgesamt 95 Personen ums Leben, bevor Gustav in nordwestlicher Richtung über den Golf von Mexiko zum Mississippi-Delta zog. Über Kuba hatte sich der Hurrikan abgeschwächt und zog schneller als erwartet über den Golf von Mexiko, so dass die erneute Intensivierung schwächer ausfiel, als aufgrund der Computermodelle befürchtet wurde. Das Sturmzentrum überschritt am 1. September bei Cocodrie, südwestlich von New Orleans die Küstenlinie als starker Kategorie-2-Hurrikan. Über Land schwächte sich der Hurrikan rasch zu einem tropischen Sturm ab.

## Sturmverlauf

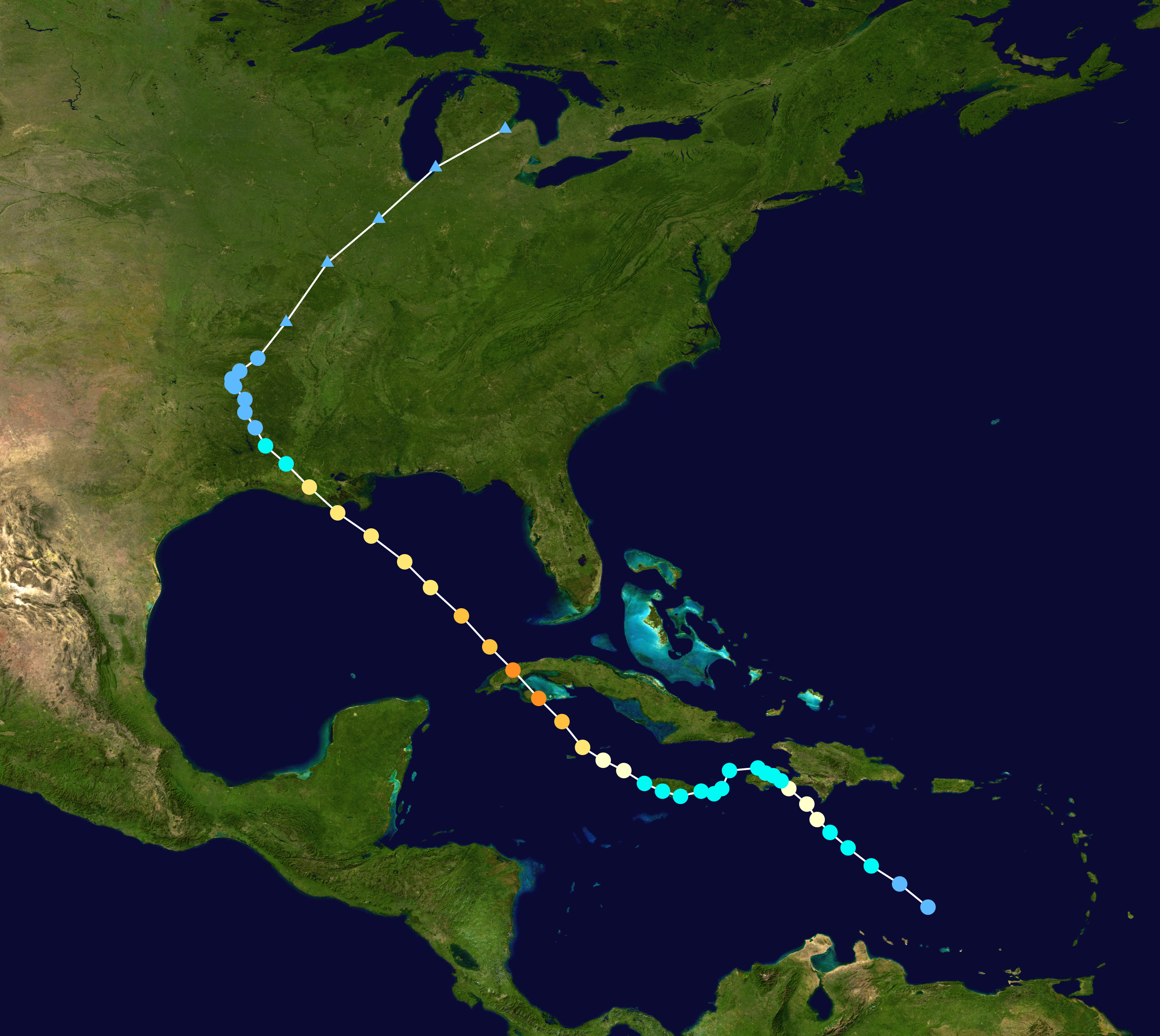
Zugbahn von Gustav

Eine tropische Welle, die von Afrika über den Atlantik gewandert war, produzierte über den Inseln über dem Winde heftige Windböen und Regenfälle. Sie organisierte sich kontinuierlich besser, bildete kurze Zeit ein Auge und baute eine Konvektion auf. Nachdem ein Hurricane Hunter am 26. August eine geschlossene Zirkulation festgestellt hatte, stellte das National Hurricane Center als zuständiges Regional Specialized Meteorological Centre das Vorhandensein eines tropischen Tiefdruckgebietes, etwa 415 km südöstlich von Port-au-Prince, Haiti fest, das kurze Zeit später zum Tropischen Sturm Gustav aufgestuft wurde. Kurz vor dem Erreichen der südwestlichen Halbinsel stellte man bei einem Aufklärungsflug fest, dass sich Gustav mit Windgeschwindigkeiten von über 150 km/h bereits zu einem Hurrikan entwickelt hat. In dieser Stärke zog der Hurrikan über die Halbinsel Tiburon hinweg. Im Golfe de la Gonâve drehte Gustav, der sich aufgrund der hohen Berge Haitis abgeschwächt hatte, nach Westen ab. 
Die Zugbahn verlief in dieser Phase weiter südlich als erwartet, weswegen der Einfluss von Land die weitere Intensivierung zunächst verhinderte. In der Nacht zum 28. August formierte sich das Sturmzentrum etwas weiter südlich neu oder aber der Sturm verlagerte sich unerwartet nach Süden. Er zog als tropischer Sturm über Jamaika hinweg, wobei sein Zentrum knapp inland an der Südküste der Inseln entlangwanderte. Nachdem Gustav westlich von Jamaika über sehr warmes Wasser gelangte, verstärkte sich Gustav erneut zum Hurrikan und durchlief dann eine rapide Intensivierung zu einem schweren Hurrikan der Kategorie vier auf der Saffir-Simpson-Hurrikan-Windskala. In dieser Stärke zog das Sturmzentrum zunächst über die Isla de la Juventud und dann über die Hauptinsel Kuba in der westlichen Provinz Pinar del Río hinweg.
Über dem Westen Kubas schwächte sich Gustav stärker ab, als ursprünglich erwartet. Gustav erreichte am frühen Morgen des 31. August den Golf von Mexiko mit andauernden Windgeschwindigkeiten von 215 km/h und einem Kerndruck von 958 hPa (mbar). Trotzdem konnte sich der Hurrikan noch einmal von der Kategorie eins bis in die Kategorie drei intensivieren. Der Sturm zog weiter nach Nordwesten und erreichte am 1. September als Hurrikan der Kategorie drei den Großraum New Orleans, der fast genau drei Jahre zuvor durch Hurrikan Katrina stark verwüstet wurde. Das Windfeld des Hurrikans ist aber so groß, dass fast die vollständige Golfküste der Vereinigten Staaten von Winden betroffen war, die zumindest die Stärke eines tropischen Sturmes haben. Zwar erreichte das Auge des Hurrikans etwa 35 km westlich von Grand Isle die Küste noch als Kategorie-3-Hurrikan mit Windgeschwindigkeiten um 185 km/h, durch den Einfluss des Landes schwächte sich Gustav jedoch leicht ab. Am 1. September um 14:30 Uhr UTC überquerte das Sturmzentrum die Küstenlinie in der Nähe der Ortschaft Cocodrie mit Windgeschwindigkeiten um 175 km/h als Kategorie-2-Hurrikan. Über Land verlor der Hurrikan rasch an Intensität und wurde rund zwölf Stunden später zum tropischen Sturm herabgestuft. Das Zentrum befand sich zu diesem Zeitpunkt etwa 30 km südwestlich von Alexandria, Louisiana und weitere sechs Stunden später war Gustav nur noch ein tropisches Tiefdruckgebiet, dessen Regenwolken die Gefahr von schweren Überflutungen bargen.

## Vorbereitungen

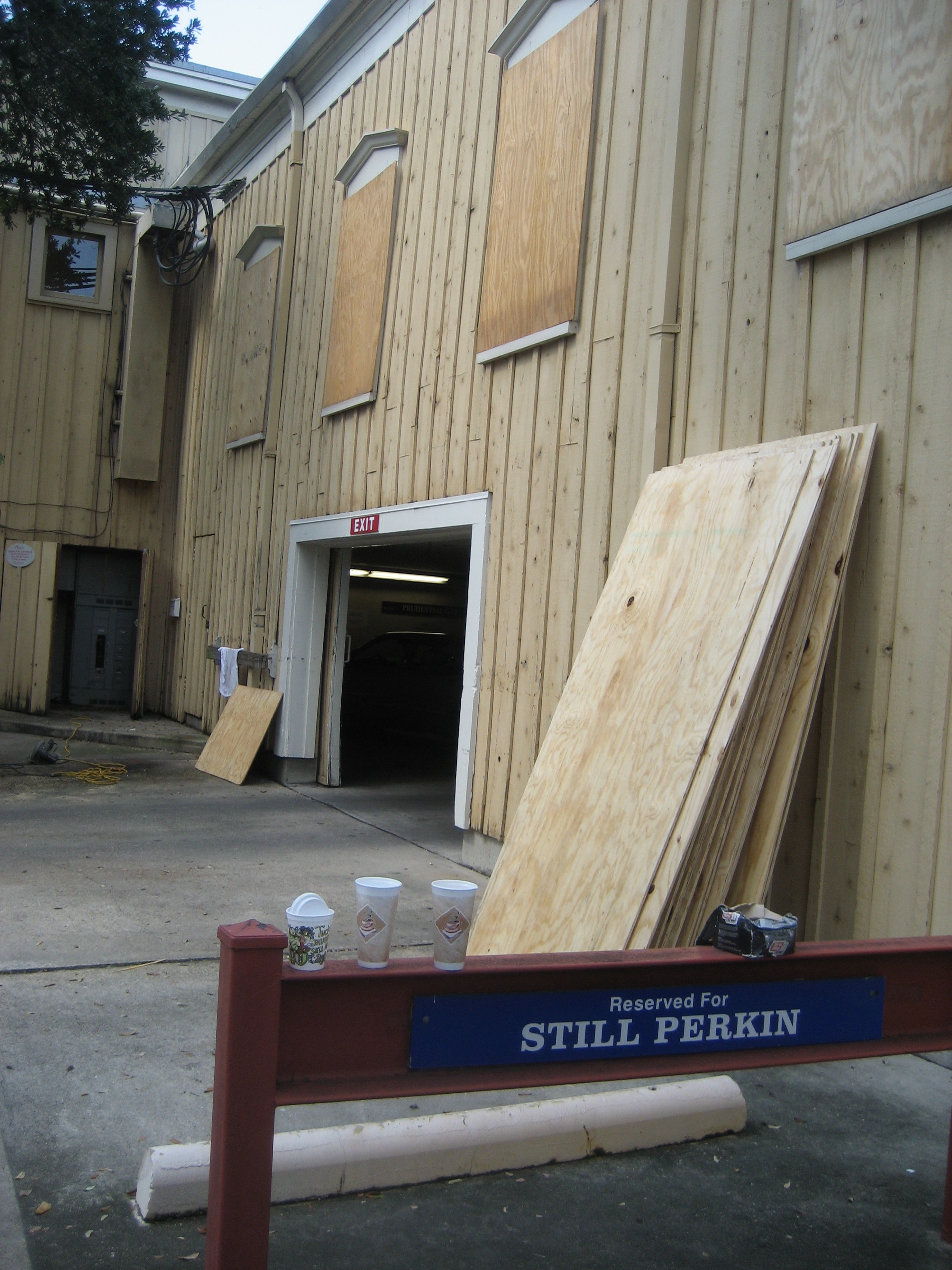
Mit Sperrholzplatten vernagelte Fenster in New Orleans.

Auf Kuba brachten die Behörden 12.900 Bewohner aus den betroffenen Provinzen im Westen der Insel in Sicherheit.
US-Präsident George W. Bush rief – genau am dritten Jahrestag von Hurrikan Katrina – den Notstand für den Bundesstaat Louisiana aus, womit er die Freigabe von Bundesmitteln ermöglichte. Durch die Federal Emergency Management Agency wurde die Evakuierung der Einwohner von New Orleans vorbereitet. Rund 750 Busse, aber auch Eisenbahnzüge wurden bereitgestellt, um die Betroffenen weiter ins Landesinnere zu bringen. Die Interstate-Autobahnen wurden auf ein Einbahnstraßensystem umgestellt, das heißt, dass auch die normalerweise nach New Orleans führenden Richtungsfahrbahnen für den wegfahrenden Verkehr freigegeben wurden. Insgesamt verließen bis zum Abend des 31. August rund 1,9 Millionen Menschen den Süden von Louisiana.
Im Louisiana Superdome wurde im Gegensatz zum Jahr 2005 keine Notunterkunft eingerichtet. Am Samstag, 30. August forderte der Bürgermeister von New Orleans Ray Nagin die Einwohner auf, die Stadt zu verlassen. Außerdem verhängte er eine Ausgangssperre für die Stadt, die von Sonnenuntergang bis Sonnenaufgang galt.

## Auswirkungen
| Dominikanische Republik | 8 Tote  |
| Haiti                   | 76 Tote |
| Jamaika                 | 11 Tote |
| Vereinigte Staaten      | 15 Tote |

Nach der operativen Beobachtung entwickelte sich Gustav innerhalb von nur 14 Stunden vom tropischen Tiefdruckgebiet zu einem Hurrikan, womit Hurrikan Gustav den Rekord von Hurrikan Humberto des Jahres 2007 einstellte.

### Dominikanische Republik
In der Dominikanischen Republik tötete ein Erdrutsch acht Personen. Nach Regierungsangaben wurden 6255 Personen evakuiert und 1239 Häuser wurden beschädigt, 12 weitere völlig zerstört. Etwa fünfzig Ortschaften wurden durch Hochwasser von der Außenwelt abgeschnitten.

### Haiti
Gustav traf erstmals am 26. August gegen 13:00 Uhr Ortszeit (18:00 UTC) etwa 15 km westlich von Jacmel in Haiti auf Land. Als der Sturm landgebunden war, verursachten die Regenfälle Erdrutsch und Sturzfluten. Die Stadt Jacmel, wo das Zentrum des Hurrikans an Land gezogen war, wurde durch Flutwasser geteilt. Insgesamt wurden in Haiti 66 Tote im Zusammenhang mit Gustav registriert. Weitere 22 wurden verletzt und etwa 3500 Familien wurden mindestens durch den Sturm geschädigt. OCHA vermutet jedoch, dass die tatsächliche Zahl der betroffenen Familien 25.000–30.000 beträgt. In Haiti wirken tropische Wirbelstürme oft verheerender als auf den benachbarten Inseln, weil Wälder weitgehend abgeholzt wurden und dadurch das Regenwasser viel schneller abläuft.

### Jamaika
Auf Jamaika, über das der Sturm lediglich in der Stärke eines tropischen Sturmes hinwegzog, wurden elf Personen als durch Gustav getötet gemeldet. Der mitgeführte Starkregen verursachte verschiedene Überflutungen.
Die Bananenernte in den Parishs Saint Thomas, Saint Mary und Portland erlitt schwere Schäden.
Die Brücke über den Hope River in der Hauptstadt Kingston und die Georgia Bridge in Portland wurden zerstört. Die Regierung Jamaikas geht vorläufig von Schäden in Höhe von 41,8 Millionen US-Dollar nur für die Infrastruktur des Landes aus.

### Kaimaninseln
Auf den Kaimaninseln überflutete Gustav durch Regen und die Sturmflut Straßen auf Cayman Brac und Little Cayman, den beiden östlichen Inseln der Gruppe.
Mehr als 1100 Personen verbrachten die Nacht in Notunterkünften, die durch die Inselregierung zur Verfügung gestellt wurden. Die meisten Einwohner warteten das Ende des Sturmes allerdings zuhause oder in Hotels ab.

### Kuba
Am Samstag, dem 30. August zog Gustav über Kuba hinweg, zunächst über die südlich der Hauptinsel liegende Isla de la Juventud, wo etwa 87.000 Einwohner leben. Dort wurden nach Angaben des kubanischen Zivilschutzes viele Personen verletzt. Fast alle Straßen auf der Insel wurden weggespült und manche Bereiche der Insel sind überflutet. 
Einige Stunden später zog das Auge von Gustav in der Nähe von Los Palacios in der Provinz Pinar del Río über Land. In dieser Region wächst ein Großteil der Tabakproduktion des Landes. In Los Palacios wurden durch den Sturm die Dächer von etwa 7.000 Häusern abgedeckt, viele davon stürzten völlig ein. Reispflanzungen und Bananenplantagen wurden stark geschädigt.
In der Provinz Pinar del Rio wurden laut ersten Angaben 86.000 Gebäude (Wohnungen, Schulen, Kliniken u. a.) Hunderte Strommasten, sowie 3.400 Tabakhäuser und 60 Geflügelfarmen zerstört. Mindestens 450.000 Menschen wurden rechtzeitig evakuiert.
Nach den Aussagen der kubanischen Behörden war Gustav der schlimmste Hurrikan, der das Land seit mehr als 50 Jahren getroffen hat. Die Schäden sind demnach die größten seit 1956. In der Stadt Paso Real de San Diego wurde eine Spitzenbö von 341 km/h gemessen. Der Wind war so stark, dass die Instrumente der Wetterstation beschädigt wurden.
Obwohl der Sturm auf Kuba schwere Sachschäden anrichtete, wurden keine Todesopfer gemeldet.